# NGC 7071
NGC 7071 – gromada otwarta znajdująca się w gwiazdozbiorze Łabędzia. Odkrył ją John Herschel 19 września 1829 roku. Jest położona w odległości ok. 5,5 tys. lat świetlnych od Słońca oraz 28,4 tys. lat świetlnych od centrum Galaktyki.